# Zat (sikhisme)
Pour les articles homonymes, voir Zat.
Zat est le mot punjabi correspondant au mot jati en sanskrit et désignant un groupement de caste endogame. Le clan des Aluwalia, un nom sikh porté au Penjab, appartenait dans ses débuts à cette corporation.